# Furumo
Furumo (finska: Honkanummi) är en begravningsplats i stadsdelen Haxböle i Vanda stad, Södra Finlands län.
Furumo ligger cirka 21 kilometer från Helsingfors centrum vid Gamla Borgåvägen. Begravningsplatsen invigdes 1951 och den första begravningen skedde 2 januari 1957 då chefen för statens biblioteksbyrå Mauno Kanninen begravdes. Begravningsområdet omfattar 76 hektar. Kapellet är planerat av Erik Bryggman 1955 och i anslutning till det byggdes ett krematorium 1991.  

## Kända personer begravda på Furumo
- Väinö Bremer, flygare och olympiamedaljör
- Reino Helismaa, låtskrivare, sångare, underhållare
- Päiviö Hetemäki, minister, riksdagsledamot
- Huugo Jalkanen, poet, översättare, journalist
- Hilma Jalkanen, undervisningsråd, påverkare inom kvinnogymnastik, gift med Huugo Jalkanen
- Leo Jokela, skådespelare
- Albert Järvinen, musiker
- Eino Kilpi, minister, riksdagsledamot
- Kalevi Kilpi, riksdagsledamot, radioreporter
- Sylvi-Kyllikki Kilpi, riksdagsledamot, författare
- Gunnar Korhonen, Finnairs VD 1960-1987
- Väinö Kotilainen, Enso-Gutzeits VD, minister under kriget
- Tapio Kullervo Lahtinen (pseudonym Kullervo), låtskrivare och kompositör
- Leevi Kuuranne, skådespelare
- Reino Kuuskoski, Högsta förvaltningsdomstolens president, statsminister
- Tapio M. Köykkä, uppfinnare och verksam inom ljudåtergivningsbranschen
- Juha Mannerkorpi, författare
- Mumien i Månsas, en man som låg sex år död i sin lägenhet innan han hittades
- Armas Salonen, professor
- Jussi Saukkonen, undervisningsråd, Samlingspartiets ordförande
- Kyllikki Solanterä, sångare, sånglärare, låtskrivare
- Gunnar Uotila, bildkonstnär
- Kurt Martti Wallenius, generalmajor, högeraktivist
- Antero Vartia, underhållnings- och filmkompositör
- Viljo Vesterinen, dragspelsartist
- Maria Åkerblom, ledare av väckelserörelse och predikant i sömnen